# Malik Mezzadri
Pour les articles homonymes, voir Mezzadri.
Magic Malik né Malik Mezzadri le 29 janvier 1969 à Abidjan en Côte d’Ivoire, est un flûtiste de jazz français.

## Biographie
Malik Mezzadri est né le 29 janvier 1969 à Abidjan, mais grandit à Pointe-à-Pitre en Guadeloupe, où il commence la flûte à bec et la flûte traversière à l'âge de 6 ans. À 13 ans il apprend la flûte avec Marc Rovelas qui lui fait découvrir Bach, Xenakis, Ravel ou encore Stockhausen.
À 17 ans, il quitte la Guadeloupe pour Marseille et sort diplômé du conservatoire de Marseille avec un premier prix de flûte. Il découvre le jazz à cette même époque.
Dès sa sortie du conservatoire, il a l'occasion de jouer dans le groupe de reggae Human Spirit dans lequel il reste pendant 10 ans.
Malik Mezzadri multiplie alors les collaborations en tant que flûtiste-arrangeur avec Lio, Teri Moïse, Laurent Garnier, Saint Germain, Juan Rozoff, Dj Gilb'R, FFF.
En 1992 il fonde son premier Magic Malik Orchestra qui enregistre la même année sa première maquette qui paraîtra en 1997 sous le titre HWI Project chez Salam Aleikum avec 13 musiciens.
Il rencontre ensuite Julien Lourau qui tourne avec sa propre formation : le Groove Gang. En 1998 il participe à l'album City Boom Boom et intègre le Groove Gang. En 1999, Malik accompagne le Groove Gang pour une tournée de plusieurs mois entre l'Amérique du Sud et l'Afrique.
En 2000, il décide de se lancer dans un projet d’album sous son nom et reforme un Magic Malik Orchestra. Il enregistre alors l'album 69 96 chez Label Bleu.
En 2003 Malik sort son double album intitulé 00-237 XP-1. Le premier disque présente un échantillon de son répertoire dans la lignée de l'album précédent mais plus jazz et plus complexe. Sur le second volume, XP-1, Malik dévoile ses premières tentatives d’échafauder une langue personnelle, cachées derrière le nom de code XP. Steve Coleman, intéressé par la démarche musicale de Malik, apparaît même sur une plage de l'album avant d’inviter Malik à le rejoindre sur l’album On the Rising of the 64 Paths.
En 2004, il propose avec le Magic Malik Orchestra un album intitulé 13 XP Song's Book : treize chansons célèbres ou non vues sous le prisme de Malik.
Malik enregistre et écrit avec de nombreux musiciens de la nouvelle génération : -M-, Bumcello, Camille, Pierrick Pédron, Aka Moon, Booster. Plus récemment il a également collaboré avec Hocus Pocus, Air, Oumou Sangaré.
En 2007, il compose la musique du film franco-haïtien Mange, ceci est mon corps.
En 2008, il sort un nouvel album intitulé Saoule en quintet. Et en 2010 il enregistre pour la première fois en quartet, l'album Short Cuts chez Bee Jazz.
En mai 2010, il obtient avec le musicien et compositeur Gilbert Nouno et la chanteuse Claire Diterzi une résidence d'un an à la villa Médicis à Rome,.
En mars 2014, il se produit en ouverture du festival Chorus des Hauts-de-Seine en duo avec DJ Oil.
En 2017, à la suite d'une rencontre avec le trompettiste Olivier Laisney et le saxophoniste Pascal Mabit, il fonde la Fanfare XP ; un rassemblement d'une quinzaine de musiciens autour d'une charte de composition musicale permettant d'explorer la composition et l’improvisation développés par Malik au cours de sa carrière : taléas-colors (décalages entre des phrases rythmiques et mélodiques), signatures tonales (monde harmonique développé par Malik), modes de Messiaen... Le premier album de la Fanfare XP sort le 16 février 2018.
L'originalité de Magic Malik, outre une technique peu commune, est son jeu exubérant et l'utilisation de nombreux cris et chantonnements dans sa flûte, appelé growl. À ce titre, il peut être considéré comme un héritier indirect de Roland Kirk,.

## Distinctions

### Décorations
- Chevalier de l'ordre des Arts et des Lettres par arrêté du 17 juillet 2015[10]

### Récompenses
- 2018 Coup de cœur Jazz et Blues 2018 pour Fanfare XP, décerné par l'Académie Charles-Cros lors de l’émission Open Jazz d’Alex Dutilh sur France Musique[11].

## Discographie

### En leader
- Magic Malik, HWI Project, Salam Aleikum, 1997
- Magic Malik Orchestra, 69 96, Label Bleu, 2000
- Magic Malik Orchestra, 00-237 / XP-1, Label Bleu, 2003
- Magic Malik Orchestra, 13 xp's songs, Label Bleu, 2004
- Magic Malik Orchestra, XP2, Label Bleu, 2005
- Magic Malik/Octurn, XP's Live, autoproduit, 2007
- Magic Malik, Minino Garay & Jaime Torres, Altiplano, Accords croisés, 2008
- Magic Malik Orchestra, Saoule, Label Bleu, 2008
- Magic Malik Orchestra, Bingo, Odduara Music, 2009
- Magic Malik, Short Cuts, Bee Jazz, 2011
- Magic Malik, Alternate Steps, Bee Jazz, 2012
- Magic Malik, Tranz Denied, Bee Jazz, 2013
- Magic Malik, Fanfare XP, Onze Heures Onze, 2018[12]
- Magic Malik, Jazz Association, Jazz & People, 2019
- Magic Malik, Fanfare XP2, Onze Heures Onze, 2020
- Magic Malik, Ka-Frobeat, Onze Heures Onze, 2022
- Magic Malik, Fanfare XP3, Onze Heures Onze, 2023
- Magic Malik, Jazz Association : Le Baiser Salé Live, b.records, 2024

### En sideman
- Julien Lourau, City boom boom, WEA, 1998
- Julien Lourau, Gambit, 2000
- Orlando « Cachaíto » López Cachaíto World Circuit Records, 2001
- -M-, Bonoboo sur l'album Le Tour de -M-, Virgin, 2001
- Julien Lourau, The Rise, Label Bleu, 2002
- Steve Coleman, On the Rising of the 64 Paths (Label Bleu) 2002
- Nelson Veras, Nelson Veras, Label Bleu, 2004
- Anga Díaz, Echu Mingua, World Circuit Records, 2005
- Aka Moon, Amazir, Cypres records, 2006
- Aṣa, Aṣa, Naïve Records, 2007
- Jî Mob, Director's Cut, Comet records, 2007
- Hocus Pocus, Place 54, Motown France, 2007
- ANERIS, 1RDR, Cristal Records, 2007
- Tribeqa, Tribeqa, Underdog Records, 2008
- DJ Oil, Black Notes, Discograph, 2012
- Claire Diterzi, Le Salon des refusées sur Renaissance, 2013
- La Recette, Towards Fulfilment, 2016
- Bruno Vansina, Blauw Kou, 2024